# Pista thuja
Pista thuja är en ringmaskart som beskrevs av Grube in Hessle 1917. Pista thuja ingår i släktet Pista och familjen Terebellidae. Inga underarter finns listade i Catalogue of Life.